# Anna Calvi
Anna Margaret Michelle Calvi  (ur. 24 września 1980 w Londynie ) – brytyjska artystka muzyczna. 6 grudnia 2010 roku Calvi została nominowana w konkursie BBC Sound of 2011, jako jedna z najlepiej rokujących wokalistek. Jej debiutancki album ukazał się w Wielkiej Brytanii 17 stycznia 2011 roku, pojawiając się 23 stycznia na czterdziestym miejscu listy najlepiej sprzedających się albumów. Oba jej pierwsze albumy (Anna Calvi oraz One Breath) były nominowane do Mercury Prize.

## Kariera

### Młodość
Anna Calvi pochodzi z rodziny o włoskich korzeniach. Po zakończeniu edukacji szkolnej planowała studiować sztukę, zmieniła jednak zdanie i dostała się do Akademii Muzycznej. W tym czasie Calvi założyła parę zespołów muzycznych, między innymi Cheap Hotel, który nie odniósł większego sukcesu. Po jakimś czasie poznała multiuinstrumentalistkę Mally Harpaz oraz bębniarza Daniela Maidena Wooda, którzy tworzą dzisiejszy skład jej grupy.
Na jednym z pierwszych występów Calvi została zauważona przez eks-gitarzystę grupy The Coral Billa Ryder-Jonesa, który namówił Laurence’a Bella z Domino Records do podpisania z nią kontraktu płytowego. Wsparcia Annie Calvi udzielił również Brian Eno, który usłyszał o niej od znajomego. Od tego czasu wielokrotnie opisywał ją jako „nową Patti Smith”.
W roku 2010 Calvi supportowała grupy: Interpol, podczas jej tournée po Wielkiej Brytanii, oraz Arctic Monkeys (której wydawcą jest również Domino Records). Nick Cave zaprosił Calvi do supportowania grupy Grinderman podczas europejskiej trasy koncertowej w październiku 2010 roku.
W wieku siedemnastu lat dokonała coming-out wyznając, że jest lesbijką. W 2021 roku urodziła syna, którego wychowuje wspólnie ze swoją partnerką.

### AlbumAnna Calvi
Debiutancki album Calvi (o tym samym tytule) został wydany w Wielkiej Brytanii i reszcie Europy przez wytwórnię Domino Records 17 lutego 2011 r. Album odniósł sukces na europejskim rynku (miejsce 17. we Francji; 33. w Austrii; 40. w Szwajcarii; 55. w Szwecji i 70. w Niemczech) Calvi współprodukowała swój album razem ze współpracownikiem PJ Harvey Robem Ellisem.

## Styl i wpływy muzyczne
Calvi jest porównywana do swoich rodaczek: PJ Harvey czy Siouxsie. Styl Calvi jest opisywany jako mroczny, romantyczny i nastrojowy pop. Calvi nawiązuje do takich wykonawców jak: Nina Simone, Maria Callas, Jimi Hendrix i The Rolling Stones. Ponadto w jej muzyce widoczne są odniesienia do bluesa Captaina Beefhearta, występów scenicznych Nicka Cave'a, Davida Bowiego czy Scotta Walkera. Klasyczni kompozytorzy: Messiaen, Ravel i Debussy również służą jej za inspiracje.
Calvi przyznała, iż filmy takich twórców jak: Gus Van Sant, Wong Kar-Wai czy David Lynch również miały wpływ na kształt jej muzyki.

## Dyskografia

### Albumy studyjne
- Anna Calvi – 2011
- One Breath – 2013
- Hunter – 2018

### Single
- Jezebel / Moulinette (singel nie znalazł się na albumie studyjnym) – 2010
- Blackout / Surrender – 2008
- Desire / Joan of Arc – 2008

## Nagrody
- 2011 – European Border Breakers[18]